# Ventura Caro
Ventura Caro, né le 14 juillet 1731 à Valence et mort le 19 mai 1808, fut un général espagnol pendant la Guerre du Roussillon, en 1793/1794, puis au début de la guerre d'indépendance en 1808.

## Biographie
Ventura Caro naît à Valence, le 14 juillet 1731, fils de  José Caro y Roca, et de Patricia Fontes. Militaire et chevalier de Malte dans sa jeunesse, il devient en 1750 cadet puis en 1760 sous-lieutenant dans les gardes wallonnes.
Après avoir participé à l'invasion espagnole du Portugal en 1762, pendant la guerre de Sept Ans, il est promu premier lieutenant en 1767.
En 1775, il se porte volontaire pour participer à l'expédition d'Alger, qui est un échec et où meurt son frère aîné, le marquis de La Romana, maréchal de camp. Des bruits ayant attribué à l'imprudence et à l'insubordination de ce maréchal de camp le mauvais résultat de cette expédition, Ventura Caro justifie l'échec de cette expédition dans un mémoire qu'il présente au roi, et il obtient de ce monarque des commentaires plus flatteurs pour l'honneur de son frère. Cette même année 1775, le 2 novembre, il est affecté comme colonel attaché au régiment de dragons de Pavie.
En 1776, il participe à l'expédition de Pedro de Cevallos contre des implantations portugaises en Amérique Latine, en tant que commandant en second du corps des dragons, et se distingue dans la prise de l'Île de Santa Catarina le 22 février 1777, puis organise un corps de cavalerie à Montevideo et participe aux combats de la Colonia del Sacramento le 4 juin suivant. De retour en Espagne, il est nommé colonel du régiment de dragons d'Almansa, le 29 juillet 1778.  
Employé pendant la guerre contre l'Angleterre, Ventura Caro se distingue, en 1781, aux siéges de Mahon et du fort St-Philippe. Il est alors fait colonel et premier aide de camp du duc de Crillon, qui obtient pour lui le commandement de Minorque. Il est nommé en même temps brigadier et parvient ensuite aux grades de maréchal de camp et de lieutenant général. La même année, il est envoyé au siège de Gibraltar, où il commande la colonne de grenadiers à pied du 27 mai 1782 au 2 février 1783. Il est promu maréchal de camp en janvier 1783. Le 10 février 1789, il épouse sa nièce María Anunciación Caro y Ortiz, âgée de seize ans et fille unique de son défunt frère Charles.
Mais le contexte sur le continent européen évolue rapidement avec la Révolution française de 1789. Dans un premier temps, les souverains des différents États européens se réjouissent des malheurs du royaume de France, bien souvent leur rival. Mais ces souverains des monarchies entourant la France s'inquiètent bientôt de l'exportation de la Révolution française. Le 12 juillet 1792, des affiches rédigée par l'Assemblée législative française proclament que « la Patrie est en danger ». En décembre 1790, Charles IV  nomme Ventura Caro commandant en chef intérimaire de Galice où des troubles ont éclatés. Quand l'ordre est rétabli dans cette province, il en devient le capitaine général. Le 7 février 1792, Autrichiens et Prussiens signent un traité d'alliance militaire. Le 20 septembre 1792, l'armée des émigrés, l'armée de Prusse et l'armée du Saint-Empire romain germanique sont arrêtées à la bataille de Valmy. Le 21 janvier 1793, le roi de France Louis XVI est exécuté, ce qui choque profondément les différents souverains des royaumes entourant la France. Ventura Caro passe avec le même titre de capitaine général de la Galice à Guipuscoa, en Pays basque, à proximité de la frontière avec ce royaume de France. La guerre semble désormais imminente entre la France et l'Espagne. Elle est déclarée, en mars 1793. Le même mois, l'Espagne adhère  à la Première Coalition (réunissant l'Autriche, la Prusse, l'Angleterre, la Russie, des émigrés de la noblessse française ayant fuit la Révolution, et désormais l'Espagne) par le traité d'Aranjuez (es).
Ventura Caro reçoit alors le commandement d'une des armées espagnoles positionnée à la frontière française, l'armée des Pyrénées occidentales, et vient occuper la montagne de Saint-Martial et les hauteurs de Vera, depuis Fontarrabie jusqu'à Etchalar. Une autre armée espagnole, plus à l'Est, l'armée du Roussillon, commandée par Antonio Ricardos, prend l'offensive et remporte quelques succès avant de se heurter à une forte mobilisation française et au général Dugommier. Ventura Caro met en place dans un premier temps un dispositif défensif avec de nombreuses batteries qui rendent sa position inexpugnable. Puis il passe à l'offensive et traverse la Bidassoa le 22 avril, prend et détruit une redoute construite par les Français, brûle leur camp de Biriatou et obtient lui aussi plusieurs succès. Dès lors, la prise de la ville de Bayonne paraît imminente. Le 1er mai, il force le camp que le général Servan a établi à Sare, et l'incendie. Le 6 juin il remporte une seconde victoire à Château-Pignon et fait raser la redoute française établie en cet endroit. Il y perd cependant de nombreux soldats, mais fait prisonnier le général Pierre de la Gennetière. Il ne poursuit cependant pas son attaque vers Saint-Jean-Pied-de-Port. Il se contente de détruire le fort d'Hendaye et d'occuper plusieurs positions sur la rive droite de la Bidassoa, d'où il est bientôt rejeté sur la rive gauche, quoique a l'attaque de Biriatou, le 13 juillet, le marquis de La Romana son neveu réussi à repousser les Français. À l'affaire d'Urrugne, où Ventura Caro commande en personne, le 23 juillet, il est renversé de cheval, tandis qu'il fuit, et aurait pu être fait prisonnier,. À la fin de la campagne il est redevenu maître du cours entier de la Bidassoa et des sommets les plus intéressants des Pyrénées. Appelé à Madrid, en février 1794, pour discuter les plans de la campagne suivante, il est promu à la grande croix de l'Ordre de Charles III. De retour à son armée, il dirige le 23 avril une attaque générale, depuis la vallée de Bastan en Navarre jusqu'au bois d'Irati. L'impact de cette expédition est cependant limité. Les Français ayant repris la vallée de Baïgorry, et forcé les défilés qui protégent celle de Bastan, Ventura Caro tente de les attaquer, le 15 et le 23 juin, deux attaques dont la première est sans résultat décisif, et la seconde échoue. Reconnaissant alors l'impossibilité de conserver la vallée de Bastan, il propose à son gouvernement de l'évacuer et de se borner à défendre les positions d'Irun et de Vera, qui suffiraient, lui semble t-il, pour préserver l'Espagne des forces révolutionnaires françaises. Mais cette approche tactique est rejetée. Ventura Caro donne sa démission et est remplacé dans le commandement par Martín Antonio Álvarez de Sotomayor y Soto-Florescomte, comte de Colomera, qui ne peut empêcher les Français, commandés par Moncey, d'emporter en cinq semaines Ies redoutes de Biriatou, de Vera, d'Irun et de Saint-Martial ; puis de s'emparer de Fontarrabie, et d'établir leur quartier général à Tolosa. Le successeur de Golomera fait de vains efforts pour arrèter la marche des Français, dont l'arrivée jusqu'à l'Èbre contraint la cour d'Espagne à conclure la paix de Bâle en 1795. Ventura Ventura Caro, à qui l'on a rendu une justice tardive, est alors nommé gentilhomme de la chambre du roi. Des troubles ayant éclaté en septembre 1801 à Valence, Caro intervient et y ramènent bientôt la tranquillité. En septembre 1802, il obtient le grade de capitaine général des armées, à Valence,.
C'est lui, selon Louis-Gabriel Michaud, qui, en 1808, après les événements de Bayonne et de Madrid auxquels il ne prend aucune part étant retiré dans sa province natale, protège les Français établis à Valence contre l'insurrection populaire espagnole, et repousse également le général Moncey qui avait cru s'emparer de cette ville par un coup de main. Ventura Caro meurt peu de temps après, le 19 mai 1808.